# Крістофель ван Сволл
Крістофель ван Сволл (нід. Christoffel van Swol; 25 квітня 1668 — 12 листопада 1718) — дев'ятнадцятий генерал-губернатор Голландської Ост-Індії.

## Біографія
Крістофель ван Сволл був сином амстердамського банкіра Германа Стоффельса ван Сволла. Він вступив на службу до Голландської Ост-Індійської компанії (VOC) і 19 грудня 1683 року відплив до Батавії на кораблі "Juffrouw Anna". Він прибув до Ост-Індії 19 червня наступного року і почав працювати в Генеральному Секретаріаті. В 1700 році він став назвичайним радником, а наступного року- дійсним радником при Раді Індій. Коли на посаду генерал-губернатора призначали Йоана ван Горна, ван Сволл був одним із тих, кого Йоан запросив увійти в уряд.
17 листопада 1713 року Крістофеля ван Сволла обрали на посаду нового генерал-губернатора при незначній перевазі голосів (7 з 12). Керівництво компанії схвалило його кандидатуру.
На посаді генерал-губернатора ван Сволл намагався боротися з незаконною торгівлею, з незначним успіхом. Він виступав проти значного розширення територій Голландської Ост-Індії.
Через чотири роки після того, як він став генерал-губернатором, 12 листопада 1718 року Крістофель ван Сволл помер. Він був похований у Вестеркерці.